# Pinheyagrion
Pinheyagrion là một chi chuồn chuồn kim trong họ Coenagrionidae.

## Các loài
Pinheyagrion omvat 1 soort:
- Pinheyagrion angolicum (Pinhey, 1966)